# Meta ovalis
Meta ovalis är en spindelart som först beskrevs av Willis J. Gertsch 1933.  Meta ovalis ingår i släktet Meta och familjen käkspindlar. Inga underarter finns listade i Catalogue of Life.